# Idalus bicolor
Idalus bicolor là một loài bướm đêm thuộc phân họ Arctiinae, họ Erebidae.